# 扎瓦多夫斯基島
扎瓦多夫斯基島，是南極洲的島嶼，位於伊利沙伯女皇地，處於米哈伊洛夫島以東12英里的西冰架，最高點海拔高度200米，在1956年由蘇聯探險隊發現和命名，現時由南極條約體系管理。

### 引用
1. ↑  周定国 (编). . . 北京: 中国对外翻译出版公司. 2007. ISBN 978-7-500-10753-8. OCLC 885528603. OL 23943703M. NLC 003756704 （中文（中国大陆））.